# العبقري خمسة (فلم)
العبقري خمسة هو فيلم مصري عرض عام 1985، بطولة محمد صبحي وجميل راتب وإلهام شاهين وهياتم، ومن إخراج أحمد ياسين.

## قصة الفيلم
يقدم المهندس محمود اختراع باستخدام المياة بديلاً عن البنزين لمدير الشركة عبد الجواد والذي يشككك في قدراته، يتم إجراء التجارب وتفشل، ويفكر محمود في الانتحار بالإتفاق مع القاتل المأجور أبو زيد، تقف الفتاة عائشة إلى جانب محمود وتشجعه ليقوم بمحاولات جديدة حتى ينجح الإختراع ويعرض على المسئولين بالشركة وتوافق على التنفيذ، ينشر الخبر بالصحف وتحاول بعض الهيئات والعصابات الحصول على الاختراع بأي ثمن، يتم إختطاف عائشة للضغط على محمود لتسليم الإختراع من طرف العصابة، يقوم محمود بإبلاغ الشرطة ويضم له أبو اليزيد، يقبض على العصابات وتنقذ عائشة، يستعد لتنفيذ المشروع، ثم يتزوج عائشة.

## طاقم التمثيل
- محمد صبحي: (محمود زاهر)
- جميل راتب: (عبد الجواد)
- إلهام شاهين: (عائشة)
- هياتم: (سونيا)
- محمود القلعاوي: (عبد السلام)
- علي الشريف: (أبو اليزيد)
- بدر نوفل: (والد عائشة)
- فؤاد خليل: (رجل العصابة)
- أشرف السلحدار: (مستر جون)
- عبد الله إسماعيل
- نورا: (الراقصة)
- سيف الله مختار: (الساعي)
- ثريا عز الدين: (والدة عائشة)
- أحمد آدم: (الجرسون)
- نادية شمس الدين
- أحمد مرسي
- أحمد رضوان
- كان أوشيدا
- أحمد العضل

## فريق العمل
- إخراج: أحمد ياسين
- تأليف: سمير عبد العظيم
- مدير التصوير: علي خير الله
- مونتاج: عبد العزيز فخري
- موسيقى تصويرية:
- إنتاج: أفلام الكروان (سمير عبد العظيم)
- توزيع: دولار فيلم
- توزيع الفيديو: مركو فيديو

## وصلات خارجية
- مقالات تستعمل روابط فنية بلا صلة مع ويكي بيانات